# Новое Ахметово
Новое Ахметово — деревня в Сармановском районе Татарстана. Входит в состав Сармановского сельского поселения.

## География
Находится в восточной части Татарстана на расстоянии менее 1 км на север по прямой от районного центра села Сарманово.

## История
Основана в XVIII веке, упоминалась также как Новое Ахметабызово. До 1860-х годов население учитывалась как башкиры и тептяри. В начале XX века упоминалось о наличии мечети и мектеба.
В «Списке населенных мест по сведениям 1870 года», изданном в 1877 году, населённый пункт упомянут как деревня Новая Ахметева (Новая Ахметь-Абызова) 2-го стана Мензелинского уезда Уфимской губернии. Располагалась при речке Мензеле, по левую сторону коммерческого тракта из Бирска в Мамадыш, в 58 верстах от уездного города Мензелинска и в 18 верстах от становой квартиры в селе Александровское (Кармалы). В деревне, в 83 дворах жили 502 человека (тептяри, 251 мужчина и 251 женщина), были мечеть, водяная мельница.

## Население
Постоянных жителей было: в 1816 году — 77 душ мужcкого пола, в 1920—631, в 1926—613, в 1938—661, в 1949—555, в 1958—479, в 1970—412, в 1979—318, в 1989—237, 257 в 2002 году (татары 100 %), 251 в 2010.